# Novi Pazar
Novi Pazar (En serbio cirílico: Нови Пазар) es una ciudad y municipio situado en el distrito de Raška, en Serbia, en la región geográfica de Sandžak. Según el censo oficial de 2002, el municipio de Novi Pazar tenía 85.996 habitantes de los cuales 54.604 vivían en la ciudad.

## Nombre
Su nombre significa bazar nuevo en la lengua local. El término deriva de la palabra pazar y el adjetivo novi ("nuevo"). Obsérvese que la palabra "pazar" también es utilizada hoy en día en serbio o bosnio, pero con significado levemente diverso. En turco el nombre es Yeni Pazar, mientras que en albanés es Pazar i Ri o Treg i Ri.

## Geografía
Novi Pazar es el principal centro económico y cultural de la región de Sandžak (junto con Bijelo Polje en Montenegro), situado en los valles de los ríos Jošanica, Raška, Deževska, y Ljudska a una altitud de 496 m. Está rodeado por las tierras altas de las montañas Golija y de Rogozna, así como la meseta de Pešter. El área total del municipio es de 742km².

## Historia
La ciudad se creó probablemente como un enclave de negocios cercano a Ras (ahora Stari Ras), capital del Reino Serbio. Ras fue fundada en un lugar menos favorable para el comercio, alejada de las principales rutas que atravesaban los Balcanes. El establecimiento de una comunidad de negocios a unas millas de la capital, en Novi Pazar habría mejorado el comercio (de ahí viene el nombre de la ciudad).
Novi Pazar fue fundada como ciudad entre 1459 y 1461 por Isa-pide Ishaković, también fundador de la ciudad de Sarajevo. El primer documento escrito que menciona a Novi Pazar data del siglo XV, y describe la decisión del consejo de Ragusa para designar a un cónsul en esta ciudad. Eso refuerza la idea que la ciudad se desarrolló mucho antes, debido a su posición geográfica, situada en la intersección de los caminos importantes que conducían a las ciudades balcánicas más importantes como Ragusa (ahora Dubrovnik), Niš, Sofía, Constantinopla, Salónica, Sarajevo, Belgrado, y Budapest. Muchos autores que han escrito sobre Novi Pazar como Evliya Çelebi afirman que era una de las ciudades más grandes de los Balcanes en el siglo XVII.
La ciudad fue la capital del Sanjak de Novi Pazar durante el dominio otomano que existió entre los siglos XV y XX.
Durante el Congreso de Berlín en 1878 se señaló la región entera como "corpus separatum" llamado Sanjak de Novi Pazar. Esta región fue ocupada por el Imperio austrohúngaro desde 1878 hasta 1908, cuando volvió a manos del Imperio otomano. En 1912, durante la Primera Guerra de los Balcanes, este territorio fue perdido en favor de Serbia. Después de la Primera Guerra Mundial la ciudad perdió importancia.

## Demografía

### Grupos étnicos del municipio
Según los datos del censo de 1991, la población del municipio de Novi Pazar era de 85 249 habitantes y se componía de: 
- Musulmanes: 75,37%
- Serbios y montenegrinos: 22,63%
- Otros.

Según los datos del censo de 2002, la población del municipio de Novi Pazar era de 85 996 habitantes y se componía de:
- Bosníacos: 65 593 (76,28%)
- Serbios: 17 599 (20,47%)
- Otros musulmanes: 1 599 (1,86%)
- Otros.

La mayor parte de los que en el censo de 1991 declararon ser musulmanes por nacionalidad, en el censo siguiente (2002) se declaró como bosníaco, mientras una pequeña parte de ellos todavía se declararon como musulmanes por nacionalidad.

## Ciudades hermanadas
- Shusha (Azerbaiyàn)[2]